# Список птахів Гваделупи
Це перелік видів птахів, зафіксованих на території Гваделупи. Авіфауна Гваделупи налічує загалом 287 видів, з яких 1 є ендемічним, а 11 були інтродуковані людьми. 153 види є рідкісними або випадковими. 3 види були знищені на території Гваделупи.

## Позначки
Наступні теги використані для виділення деяких категорій птахів.
- (А) Випадковий — вид, який рідко або випадково трапляється на Гваделупі
- (I) Інтродукований — вид, інтродукований на Гваделупу
- (EXT) Вимерлий — вид, який мешкав на Гваделупі, однак повністю вимер
- (EXP) Локально вимерлий — вид, який більше не трапляється на Гваделупі, хоча його популяції існують в інших місцях

## Гусеподібні(Anseriformes)
Родина: Качкові (Anatidae)
- Свистач білоголовий, Dendrocygna viduata (A)
- Свистач червонодзьобий, Dendrocygna autumnalis (A)
- Свистач кубинський, Dendrocygna arborea (A) (вразливий)
- Свистач рудий, Dendrocygna bicolor (A)
- Гуска біла, Anser caerulescens (A)
- Каролінка, Aix sponsa (A)
- Чирянка велика, Spatula querquedula (A)
- Чирянка блакитнокрила, Spatula discors
- Широконіска північна, Spatula clypeata (A)
- Нерозень, Mareca strepera (A)
- Свищ євразійський, Mareca penelope (A)
- Свищ американський, Mareca americana (A)
- Крижень звичайний, Anas platyrhynchos (A)
- Крижень американський, Anas rubripes (A)
- Шилохвіст білощокий, Anas bahamensis (A)
- Шилохвіст північний, Anas acuta (A)
- Чирянка американська, Anas crecca (A)
- Чернь канадська, Aythya collaris
- Чернь чубата, Aythya fuligula (A)
- Чернь американська, Aythya affinis
- Крех жовтоокий, Lophodytes cucullatus (A)
- Савка маскова, Nomonyx dominicus
- Савка американська, Oxyura jamaicensis

## Куроподібні(Galliformes)
Родина: Фазанові (Phasianidae) 
- Курка банківська, Gallus gallus (I)

## Фламінгоподібні(Phoenicopteriformes)
Родина: Фламінгові (Phoenicopteridae)
- Фламінго червоний, Phoenicopterus ruber (A)

## Пірникозоподібні(Podicipediformes)
Родина: Пірникозові (Podicipedidae)
- Пірникоза рябодзьоба, Podilymbus podiceps

## Голубоподібні(Columbiformes)
Родина: Голубові (Columbidae)
- Голуб сизий, Columba livia (I)
- Голуб пурпуровошиїй, Patagioenas squamosa
- Голуб карибський, Patagioenas leucocephala (стан близький до загрозливого)
- Горлиця садова, Streptopelia decaocto (I)
- Талпакоті строкатоголовий, Columbina passerina
- Голубок бурий, Geotrygon montana
- Голубок білощокий, Geotrygon mystacea
- Zenaida asiatica(інші мови)
- Zenaida aurita(інші мови)
- Zenaida auriculata(інші мови) (A)
- Зенаїда північна, Zenaida macroura (A)

## Зозулеподібні(Cuculiformes)
Родина: Зозулеві (Cuculidae)
- Ані товстодзьобий, Crotophaga ani
- Зозуля звичайна, Cuculus canorus (A)
- Кукліло північний, Coccyzus americanus
- Кукліло мангровий, Coccyzus minor
- Кукліло чорнодзьобий, Coccyzus erythropthalmus (A)

## Дрімлюгоподібні(Caprimulgiformes)
Родина: Дрімлюгові (Caprimulgidae)
- Анаперо віргінський, Chordeiles minor (A)
- Анаперо антильський, Chordeiles gundlachii (A)
- Дрімлюга каролінський, Antrostomus carolinensis (A)

## Серпокрильцеподібні(Apodiformes)
Родина: Серпокрильцеві (Apodidae)
- Свіфт західний, Cypseloides niger
- Свіфт болівійський, Streptoprocne zonaris (A)
- Голкохвіст антильський, Chaetura martinica
- Голкохвіст східний, Chaetura pelagica (A) (стан близький до загрозливого)
- Голкохвіст вохристогузий, Chaetura brachyura (A)
- Серпокрилець білочеревий, Tachymarptis melba (A)

Родина: Колібрієві (Trochilidae)
- Колібрі аметистовогорлий, Eulampis jugularis
- Колібрі карибський, Eulampis holosericeus
- Колібрі чубатий, Orthorhyncus cristatus

## Журавлеподібні(Gruiformes)
Родина: Пастушкові (Rallidae)
- Пастушок узбережний, Rallus crepitans
- Деркач лучний, Crex crex (A)
- Погонич каролінський, Porzana carolina
- Погонич звичайний, Porzana porzana (A)
- Курочка латиноамериканська, Gallinula galeata
- Лиска американська, Fulica americana
- Султанка американська, Porphyrio martinica
- Султанка жовтодзьоба, Porphyrio flavirostris (A)

Родина: Арамові (Aramidae)
- Арама, Aramus guarauna (A)

## Сивкоподібні(Charadriiformes)
Родина: Чоботарові (Recurvirostridae)
- Himantopus mexicanus (A)
- Чоботар американський, Recurvirostra americana

Родина: Куликосорокові (Haematopodidae)
- Кулик-сорока американський, Haematopus palliatus

Родина: Сивкові (Charadriidae)
- Сивка морська, Pluvialis squatarola
- Сивка американська, Pluvialis dominica
- Сивка бурокрила, Pluvialis fulva (A)
- Пісочник крикливий, Charadrius vociferus (A)
- Пісочник великий, Charadrius hiaticula (A)
- Пісочник канадський, Charadrius semipalmatus
- Пісочник жовтоногий, Charadrius melodus (A) (стан близький до загрозливого)
- Пісочник довгодзьобий, Charadrius wilsonia
- Пісочник пампасовий, Charadrius collaris (A)
- Пісочник американський, Charadrius nivosus (A) (стан близький до загрозливого)

Родина: Баранцеві (Scolopacidae)
- Бартрамія, Bartramia longicauda
- Кульон середній, Numenius phaeopus (A)
- Кульон ескімоський, Numenius borealis (ймовірно вимер)
- Кульон американський, Numenius americanus (A)
- Грицик канадський, Limosa haemastica (A)
- Грицик чорнохвостий, Limosa fedoa (A)
- Крем'яшник звичайний, Arenaria interpres
- Побережник ісландський, Calidris canutus (стан близький до загрозливого)
- Брижач, Calidris pugnax (A)
- Побережник довгоногий, Calidris himantopus
- Побережник червоногрудий, Calidris ferruginea (A) (стан близький до загрозливого)
- Побережник білий, Calidris alba
- Побережник чорногрудий, Calidris alpina (A)
- Побережник канадський, Calidris bairdii (A)
- Побережник-крихітка, Calidris minutilla
- Побережник білогрудий, Calidris fuscicollis
- Жовтоволик, Calidris subruficollis (A) (стан близький до загрозливого)
- Побережник арктичний, Calidris melanotos
- Побережник тундровий, Calidris pusilla (стан близький до загрозливого)
- Побережник аляскинський, Calidris mauri
- Неголь короткодзьобий, Limnodromus griseus
- Неголь довгодзьобий, Limnodromus scolopaceus (A)
- Gallinago delicata
- Набережник плямистий, Actitis macularius
- Коловодник лісовий, Tringa ochropus (A)
- Коловодник малий, Tringa solitaria
- Коловодник жовтоногий, Tringa flavipes
- Коловодник американський, Tringa semipalmata
- Коловодник чорний, Tringa erythropus (A)
- Коловодник строкатий, Tringa melanoleuca
- Коловодник звичайний, Tringa totanus (A)
- Коловодник болотяний, Tringa glareola (A)
- Плавунець довгодзьобий, Phalaropus tricolor (A)
- Плавунець круглодзьобий, Phalaropus lobatus (A)
- Плавунець плоскодзьобий, Phalaropus fulicarius (A)

Родина: Дерихвостові (Glareolidae)
- Дерихвіст лучний, Glareola pratincola (A)

Родина: Поморникові (Stercorariidae)
- Поморник великий, Stercorarius skua (A)
- Поморник антарктичний, Stercorarius maccormicki (A)
- Поморник середній, Stercorarius pomarinus
- Поморник короткохвостий, Stercorarius parasiticus
- Поморник довгохвостий, Stercorarius longicaudus (A)

Родина: Мартинові (Laridae)
- Мартин трипалий, Rissa tridactyla (A)
- Мартин канадський, Chroicocephalus philadelphia (A)
- Мартин звичайний, Chroicocephalus ridibundus (A)
- Leucophaeus atricilla
- Мартин ставковий, Leucophaeus pipixcan (A)
- Мартин делаверський, Larus delawarensis
- Мартин американський, Larus smithsonianus (A)
- Мартин гренландський, Larus glaucoides (A)
- Мартин чорнокрилий, Larus fuscus
- Мартин морський, Larus marinus (A)
- Крячок бурий, Anous stolidus
- Крячок строкатий, Onychoprion fuscatus
- Крячок бурокрилий, Onychoprion anaethetus
- Крячок карибський, Sternula antillarum
- Крячок чорнодзьобий, Gelochelidon nilotica (A)
- Крячок каспійський, Hydroprogne caspia (A)
- Крячок чорний, Chlidonias niger (A)
- Крячок білокрилий, Chlidonias leucopterus (A)
- Крячок рожевий, Sterna dougallii
- Крячок річковий, Sterna hirundo
- Крячок полярний, Sterna paradisaea (A)
- Крячок неоарктичний, Sterna forsteri (A)
- Крячок королівський, Thalasseus maximus
- Крячок рябодзьобий, Thalasseus sandvicensis (A)

## Фаетоноподібні(Phaethontiformes)
Родина: Фаетонові (Phaethontidae)
- Фаетон білохвостий, Phaethon lepturus
- Фаетон червонодзьобий, Phaethon aethereus

## Буревісникоподібні(Procellariiformes)
Родина: Альбатросові (Diomedeidae)
- Альбатрос смугастодзьобий, Thalassarche chlororhynchos (A)

Родина: Океанникові (Oceanitidae)
- Океанник Вільсона, Oceanites oceanicus

Родина: Качуркові (Hydrobatidae)
- Качурка північна, Hydrobates leucorhous

Родина: Буревісникові (Procellariidae)
- Тайфунник тринідадський, Pterodroma arminjoniana (A) (знищений)
- Тайфунник кубинський, Pterodroma hasitata (A) (раніше гніздовий, тепер знищений)
- Бульверія тонкодзьоба, Bulweria bulwerii (A)
- Calonectris diomedea
- Буревісник кабо-вердійський, Calonectris edwardsii (A) (стан близький до загрозливого)
- Буревісник сивий, Ardenna grisea (стан близький до загрозливого)
- Буревісник великий, Ardenna gravis
- Буревісник малий, Puffinus puffinus
- Буревісник екваторіальний, Puffinus lherminieri
- Буревісник канарський, Puffinus baroli (A)

## Сулоподібні(Suliformes)
Родина: Фрегатові (Fregatidae)
- Фрегат карибський, Fregata magnificens

Родина: Сулові (Sulidae)
- Сула жовтодзьоба, Sula dactylatra (A)
- Сула білочерева, Sula leucogaster
- Сула червононога, Sula sula
- Сула атлантична, Morus bassanus (A)

Родина: Бакланові (Phalacrocoracidae)
- Баклан вухатий, Nannopterum auritum (A)

## Пеліканоподібні(Pelecaniformes)
Родина: Пеліканові (Pelecanidae)
- Пелікан бурий, Pelecanus occidentalis

Родина: Чаплеві (Ardeidae)
- Бугай американський, Botaurus lentiginosus (A)
- Бугайчик американський, Ixobrychus exilis
- Чапля північна, Ardea herodias
- Чапля сіра, Ardea cinerea (A)
- Чепура велика, Ardea alba
- Чепура мала, Egretta garzetta (A)
- Чепура американська, Egretta thula
- Чепура блакитна, Egretta caerulea
- Чепура трибарвна, Egretta tricolor (A)
- Чапля єгипетська, Bubulcus ibis
- Чапля зелена, Butorides virescens
- Чапля мангрова, Butorides striata (A)
- Квак звичайний, Nycticorax nycticorax (A)
- Квак чорногорлий, Nyctanassa violacea

Родина: Ібісові (Threskiornithidae)
- Коровайка бура, Plegadis falcinellus (A)
- Косар рожевий, Platalea ajaja (A)

## Яструбоподібні(Accipitriformes)
Родина: Скопові (Pandionidae)
- Скопа, Pandion haliaetus (A)

Родина: Яструбові (Accipitridae)
- Elanoides forficatus(інші мови) (A)
- Лунь американський, Circus hudsonius (A)
- Лунь очеретяний, Circus aeruginosus (A)
- Шуліка чорний, Milvus migrans (A)
- Канюк ширококрилий, Buteo platypterus (A)
- Канюк неоарктичний, Buteo jamaicensis (A)

## Совоподібні(Strigiformes)
Родина: Сипухові (Tytonidae) 
- Сипуха крапчаста, Tyto alba (A)

Родина: Совові (Strigidae)
- Сич американський, Athene cunicularia (EXP)

## Сиворакшоподібні(Coraciiformes)
Родина: Рибалочкові (Alcedinidae)
- Рибалочка-чубань неотропічний, Megaceryle torquata
- Рибалочка-чубань північний, Megaceryle alcyon

## Дятлоподібні(Piciformes)
Родина: Дятлові (Picidae)
- Melanerpes herminieri(інші мови) (Ендемік)
- Дятел-смоктун жовточеревий, Sphyrapicus varius (A)

## Соколоподібні(Falconiformes)
Родина: Соколові (Falconidae)
- Боривітер звичайний, Falco tinnunculus (A)
- Боривітер американський, Falco sparverius
- Підсоколик малий, Falco columbarius
- Сапсан, Falco peregrinus

## Горобцеподібні(Passeriformes)
Родина: Тиранові (Tyrannidae)
- Еленія карибська, Elaenia martinica
- Копетон рудокрилий, Myiarchus oberi
- Тиран сірий, Tyrannus dominicensis
- Тиран вилохвостий, Tyrannus savana (A)
- Піві лісовий, Contopus virens (A)
- Піві антильський, Contopus latirostris

Родина: Віреонові (Vireonidae)
- Віреон білоокий, Vireo griseus (A)
- Віреон жовтогорлий, Vireo flavifrons (A)
- Віреон цитриновий, Vireo philadelphicus (A)
- Віреон червоноокий, Vireo olivaceus
- Віреон білочеревий, Vireo flavoviridis (A)
- Віреон чорновусий, Vireo altiloquus

Родина: Ластівкові (Hirundinidae)
- Ластівка берегова, Riparia riparia
- Білозорка річкова, Tachycineta bicolor (A)
- Ластівка північна, Stelgidopteryx serripennis (A)
- Щурик пурпуровий, Progne subis (A)
- Щурик кубинський, Progne cryptoleuca (A)
- Щурик антильський, Progne dominicensis
- Ластівка сільська, Hirundo rustica
- Ластівка міська, Delichon urbica (A)
- Ясківка білолоба, Petrochelidon pyrrhonota
- Ясківка печерна, Petrochelidon fulva (A)

Родина: Омелюхові (Bombycillidae)
- Омелюх американський, Bombycilla cedrorum (A)

Родина: Воловоочкові (Troglodytidae)
- Волоочко співоче, Troglodytes aedon (EXP)

Родина: Пересмішникові (Mimidae)
- Пересмішник сірий, Dumetella carolinensis (A)
- Пересмішник антильський, Allenia fusca
- Пересмішник жовтодзьобий, Margarops fuscatus
- Дигач рудий, Cinclocerthia ruficauda
- Пересмішник сивий, Mimus gilvus

Родина: Дроздові (Turdidae)
- Дрізд-короткодзьоб малий, Catharus minimus (A)
- Дрізд-короткодзьоб Свенсона, Catharus ustulatus (A)
- Дрізд голоокий, Turdus nudigenis
- Дрізд антильський, Turdus lherminieri (стан близький до загрозливого)

Родина: Мухоловкові (Muscicapidae)
- Кам'янка звичайна, Oenanthe oenanthe (A)

Родина: Ткачикові (Ploceidae)
- Вайдаг червоний, Euplectes franciscanus (I)
- Вайдаг золотистий, Euplectes afer (I)

Родина: Астрильдові (Estrildidae)
- Астрильд золотощокий, Estrilda melpoda (I)
- Астрильд сірий, Estrilda troglodytes (I)
- Бенгалик червоний, Amandava amandava (I)
- Мунія іржаста, Lonchura punctulata (I)

Родина: Горобцеві (Passeridae)
- Горобець хатній, Passer domesticus (I)

Родина: В'юркові (Fringillidae)
- Гутурама синьоголова, Chlorophonia musica

Родина: Трупіалові (Icteridae)
- Гоглу, Dolichonyx oryzivorus
- Трупіал садовий, Icterus spurius (A)
- Трупіал балтиморський, Icterus galbula (A)
- Вашер синій, Molothrus bonariensis (A)
- Гракл карибський, Quiscalus lugubris

Родина: Піснярові (Parulidae)
- Смугастоволець оливковий, Seiurus aurocapilla
- Пісняр-борсучок, Helmitheros vermivorus (A)
- Смугастоволець білобровий, Parkesia motacilla (A)
- Смугастоволець річковий, Parkesia noveboracensis
- Червоїд жовтоголовий, Vermivora cyanoptera (A)
- Пісняр строкатий, Mniotilta varia
- Пісняр жовтий, Protonotaria citrea
- Червоїд світлобровий, Leiothlypis peregrina (A)
- Червоїд сіроголовий, Leiothlypis ruficapilla (A)
- Цитринка сіровола, Oporornis agilis (A)
- Цитринка жовтогорла, Geothlypis formosa (A)
- Жовтогорлик північний, Geothlypis trichas (A)
- Пісняр-лісовик сірий, Setophaga plumbea
- Болотянка чорногорла, Setophaga citrina (A)
- Пісняр горихвістковий, Setophaga ruticilla
- Пісняр-лісовик рудощокий, Setophaga tigrina (A)
- Пісняр-лісовик блакитний, Setophaga cerulea (A) (стан близький до загрозливого)
- Пісняр північний, Setophaga americana
- Пісняр-лісовик канадський, Setophaga magnolia (A)
- Пісняр-лісовик каштановий, Setophaga castanea (A)
- Пісняр-лісовик рудоволий, Setophaga fusca (A)
- Пісняр-лісовик золотистий, Setophaga petechia
- Пісняр-лісовик рудобокий, Setophaga pensylvanica (A)
- Пісняр-лісовик білощокий, Setophaga striata
- Пісняр-лісовик сизий, Setophaga caerulescens (A)
- Пісняр-лісовик рудоголовий, Setophaga palmarum (A)
- Пісняр-лісовик сосновий, Setophaga pinus (A)
- Пісняр-лісовик жовтогузий, Setophaga coronata (A)
- Пісняр-лісовик чорнощокий, Setophaga dominica (A)
- Пісняр-лісовик прерієвий, Setophaga discolor
- Пісняр-лісовик чорногорлий, Setophaga virens (A)
- Болотянка строкатовола, Cardellina canadensis (A)

Родина: Кардиналові (Cardinalidae)
- Піранга пломениста, Piranga rubra (A)
- Піранга кармінова, Piranga olivacea (A)
- Кардинал-довбоніс червоноволий, Pheucticus ludovicianus (A)
- Скригнатка синя, Passerina caerulea (A)
- Скригнатка індигова, Passerina cyanea  (A)
- Лускун, Spiza americana (A)

Родина: Саякові (Thraupidae)
- Посвірж короткодзьобий, Sicalis luteola (I)
- Цереба, Coereba flaveola
- Вівсянка-снігурець мала, Loxigilla noctis
- Потрост чорноволий, Melanospiza bicolor
- Зерноїд біловусий, Sporophila lineola (A)
- Зернолуск антильський, Saltator albicollis